# David Spencer (Dramatiker)
David Spencer (* 18. Februar 1958 in Halifax, West Yorkshire) ist ein deutsch-britischer Dramatiker, Hörspielautor und Schreibtutor.

## Leben
David Spencer absolvierte zunächst ein Biologiestudium (Abschluss B.Sc.) an der University of Nottingham. Von 1983 bis 1986 besuchte er das „City Lit Institute“ in London und lernte bei Carol Burns, Philip Sydney Jenning und Laurie Smith.
1989 übersiedelte er nach Berlin (West). Er arbeitet als wiederkehrender Gastdozent an der Universität der Künste Berlin für Szenisches Schreiben/Textarbeit, am Deutschen Schauspielhaus in Hamburg, am Burgtheater in Wien und am Schauspielhaus (Wien). An der Universität der Künste unterrichtete David Spencer u. a. die Dramatiker Dirk Laucke, Bernhard Studlar und Andreas Sauter.
Er lebt gegenwärtig in Berlin und Huddersfield.

## Auszeichnungen
- 1986: Verity Bargate Award für RELEEVO
- 1990: Verity Bargate Award für KILLING THE CAT
- 2009: Royal Literary Fellow[4]

## Uraufführungen
- 1987: Soho Theatre – RELEEVO
- 1988: New Dramatists New York – SPACE
- 1988: Royal National Theatre – BLUE HEARTS
- 1990: Royal Court Theatre – KILLING THE CAT
- 1993: Royal Court Theatre – LAND OF THE LIVING
- 1994: Royal National Theatre – HURRICANE ROSES
- 2000: Sadler’s Wells – ARCANE (the Opera)
- 2004: Deutsches Schauspielhaus – CLAMOUR
- 2005: Volksbühne – RED STARS
- 2009: Staatstheater Darmstadt – RAUM[5]